# Iskra (Plovdiv)
Iskra (Bulgaars: Искра) is een dorp in het zuidoosten van Bulgarije. Het is gelegen in de gemeente Parvomaï in oblast oblast  Plovdiv. Iskra ligt 22 km ten zuiden van de stad Parvomaï, 8 km ten noorden van het dorp Novakovo, 7 km ten oosten van het dorp Lenovo en 8 km ten zuiden van het dorp Brjagovo. Het dorp ligt 171 km (hemelsbreed) ten zuidoosten van de hoofdstad Sofia.

## Bevolking
In de eerste officiële volkstelling van 1934 telde het dorp 3.329 inwoners. Dit aantal steeg tot een recordhoogte van 4.161 personen in 1956, waarmee het een van de grotere dorpen in Bulgarije was. Vanaf dat moment nam het inwonersaantal echter in een drastisch tempo af. Zo registreerde het Nationaal Statistisch Instituut 1.214 inwoners op 31 december 2019.
Van de 1.438 inwoners reageerden er 1.425 op de optionele volkstelling van 2011. Van deze 1.425 respondenten identificeerden 1.178 personen zichzelf als etnische Bulgaren (82,7%), gevolgd door 228 Bulgaarse Turken (16,1%), 9 Roma (0,6%) en 9 ondefinieerbare personen (0,6%).
Van de 1.438 inwoners in februari 2011 werden geteld, waren er 145 jonger dan 15 jaar oud (10,1%), gevolgd door 805 personen tussen de 15-64 jaar oud (56%) en 488 personen van 65 jaar of ouder (33,9%).

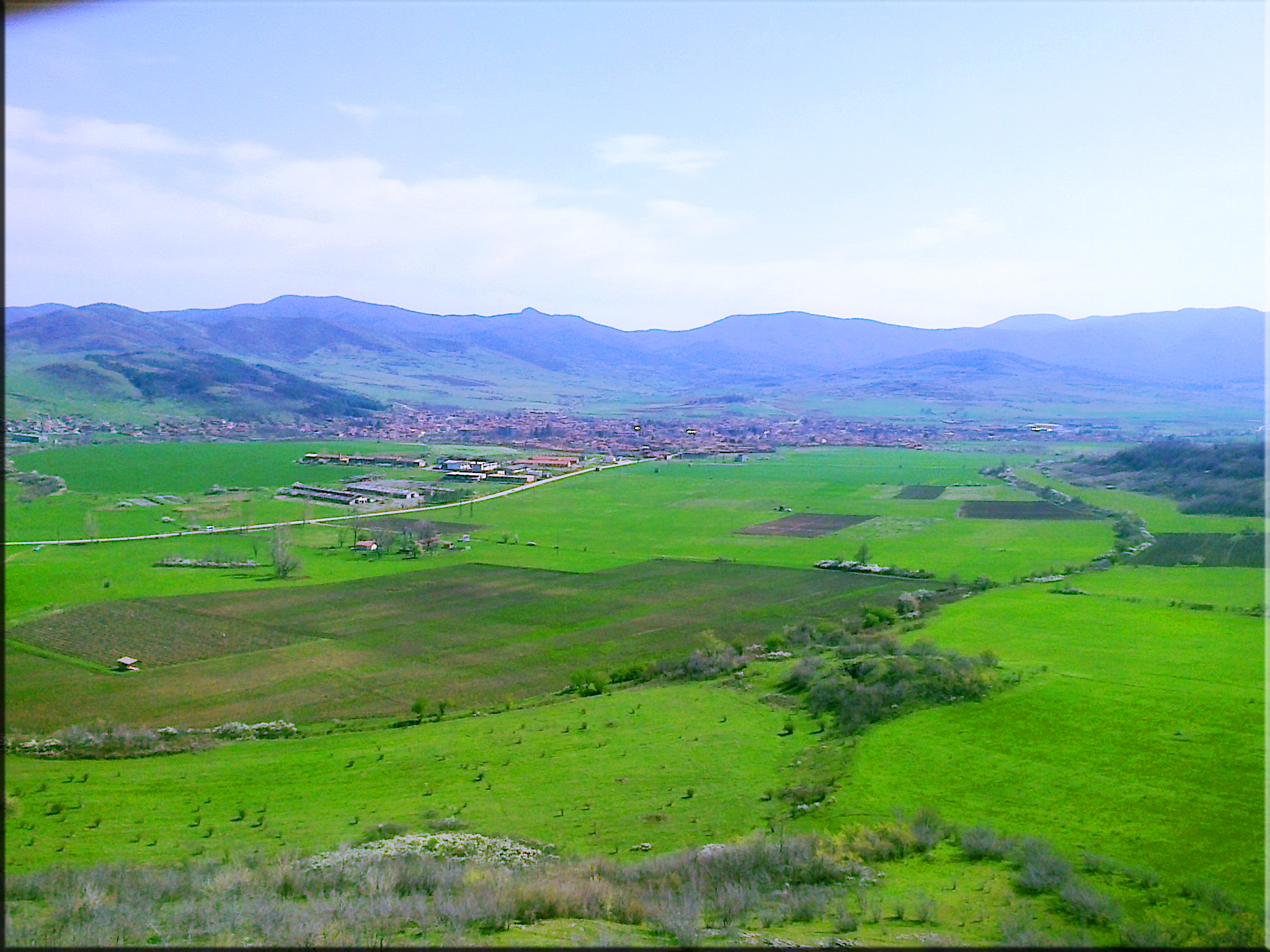
Uitzicht op het dorp Iskra